# Cotesia erionotae
Cotesia erionotae är en stekelart som först beskrevs av Wilkinson 1928.  Cotesia erionotae ingår i släktet Cotesia och familjen bracksteklar. Inga underarter finns listade i Catalogue of Life.